# Collin Sexton
Collin Darnell Sexton (Geórgia, 4 de janeiro de 1999) é um jogador norte-americano de basquete profissional que atualmente joga no Charlotte Hornets da National Basketball Association (NBA).
Ele jogou basquete universitário na Universidade do Alabama e foi selecionado como a 8ª escolha no draft da NBA de 2018 pelo Cleveland Cavaliers.

## Primeiros anos

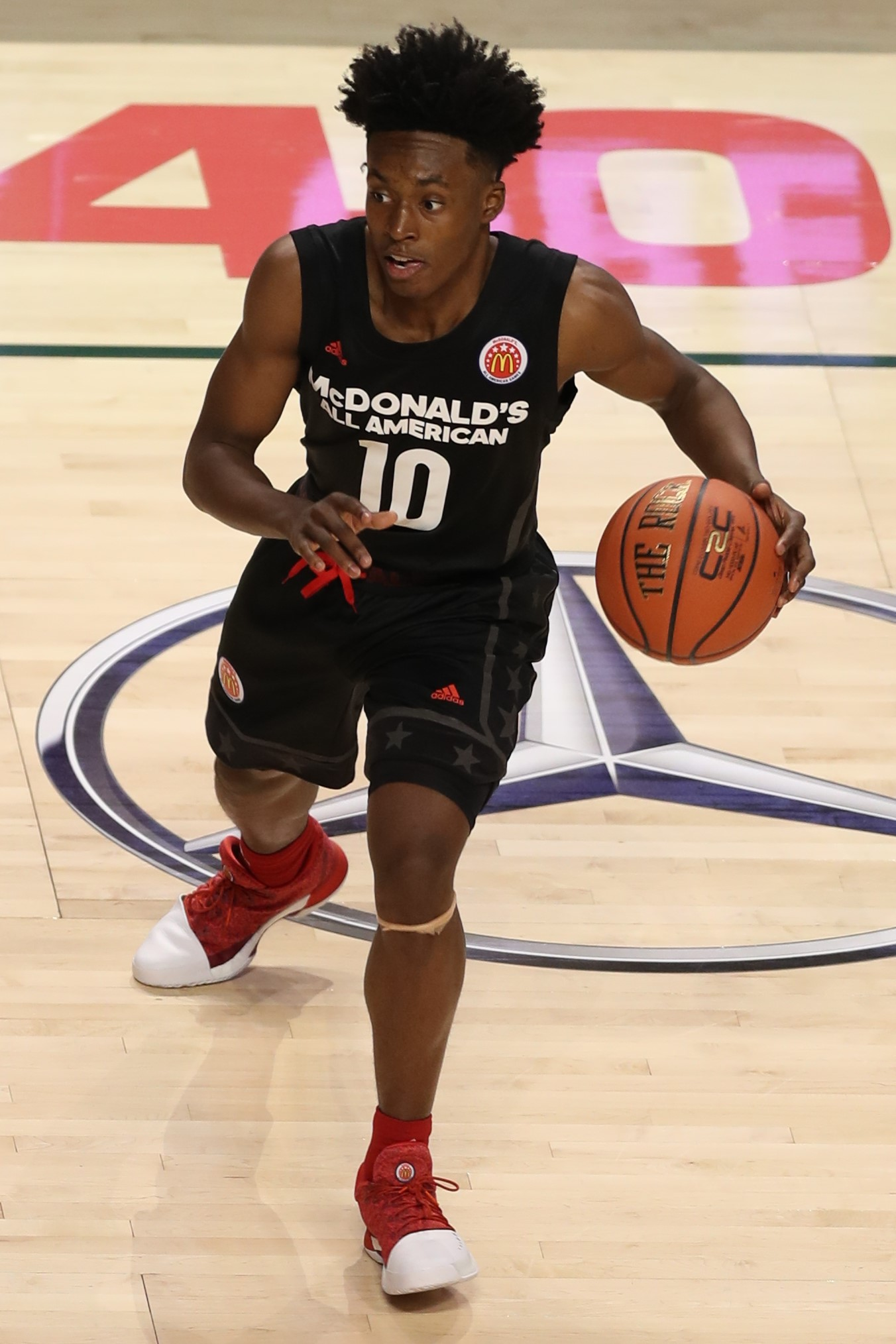
Sexton em 2017

Sexton nasceu em Marietta, Geórgia e cresceu em Mableton, Geórgia com sua mãe e pai, Gia e Darnell Sexton, e seu irmão, Jordan Sexton. Ele começou a jogar basquete aos três anos de idade.
Antes de seu primeiro ano, Collin foi transferido para Pebblebrook HS e ajudou a equipe a conquistar o título da Região da Geórgia em 2016 com médias de 23 pontos, 7,4 rebotes e 2,9 assistências.

### Recrutamento
Sexton foi considerado um dos melhores jogadores da turma de recrutamento de 2017 pelo Scout.com, Rivals.com e ESPN. Em 10 de novembro de 2016, Sexton se comprometeu com a Universidade do Alabama.
| Nome | Cidade natal                           | Escola           | Altura | Peso  | Data                   |
| --- | -------------------------------------- | ---------------- | ------ | ----- | ---------------------- |
| Collin Sexton PG | Mableton, GA                           | Pebblebrook (GA) | 1.91 m | 83 kg | 10 de Novembro de 2016 |
| Collin Sexton PG | Recrutamento: Rivais: 247Sports: ESPN: |                  |        |       |                        |
| - Nota: Em muitos casos, Scout, Rivals, 247Sports e ESPN podem entrar em conflito em suas listas de altura e peso, nestes casos, a média foi obtida. - Fonte: |                                        |                  |        |       |                        |

## Carreira universitária
Sexton frequentou a Universidade do Alabama, jogando sob o comando do treinador Avery Johnson. 
Em 25 de novembro de 2017, ele marcou 40 pontos em uma derrota para a Minnesota.
Após a eliminação de Alabama no Torneio da NCAA de 2018, Sexton anunciou sua intenção de renunciar às três últimas temporadas de elegibilidade universitária e se declarar para o draft da NBA de 2018, onde se esperava que ele fosse uma seleção da primeira rodada.
Em sua única temporada em Alabama, ele teve médias de 19.2 pontos, 3.8 rebotes, 3.6 assistências e 0.8 roubos de bola.

### Investigação do FBI
Antes de um jogo de exibição em 6 de novembro de 2017, Alabama anunciou que Sexton não jogaria devido a questões de elegibilidade. Essas preocupações resultam da renúncia do diretor de operações de basquete do Alabama, Kobie Baker, após uma investigação interna após o anúncio de uma investigação do FBI sobre corrupção no basquete universitário.
Sexton faria sua estreia em Alabama em 14 de novembro. Em fevereiro de 2018, o nome de Sexton apareceria como um dos nomes implicados no escândalo da NCAA de receber pagamentos ou jantares. Posteriormente, seu nome foi novamente limpo.

## Carreira profissional

### Cleveland Cavaliers (2018–2022)

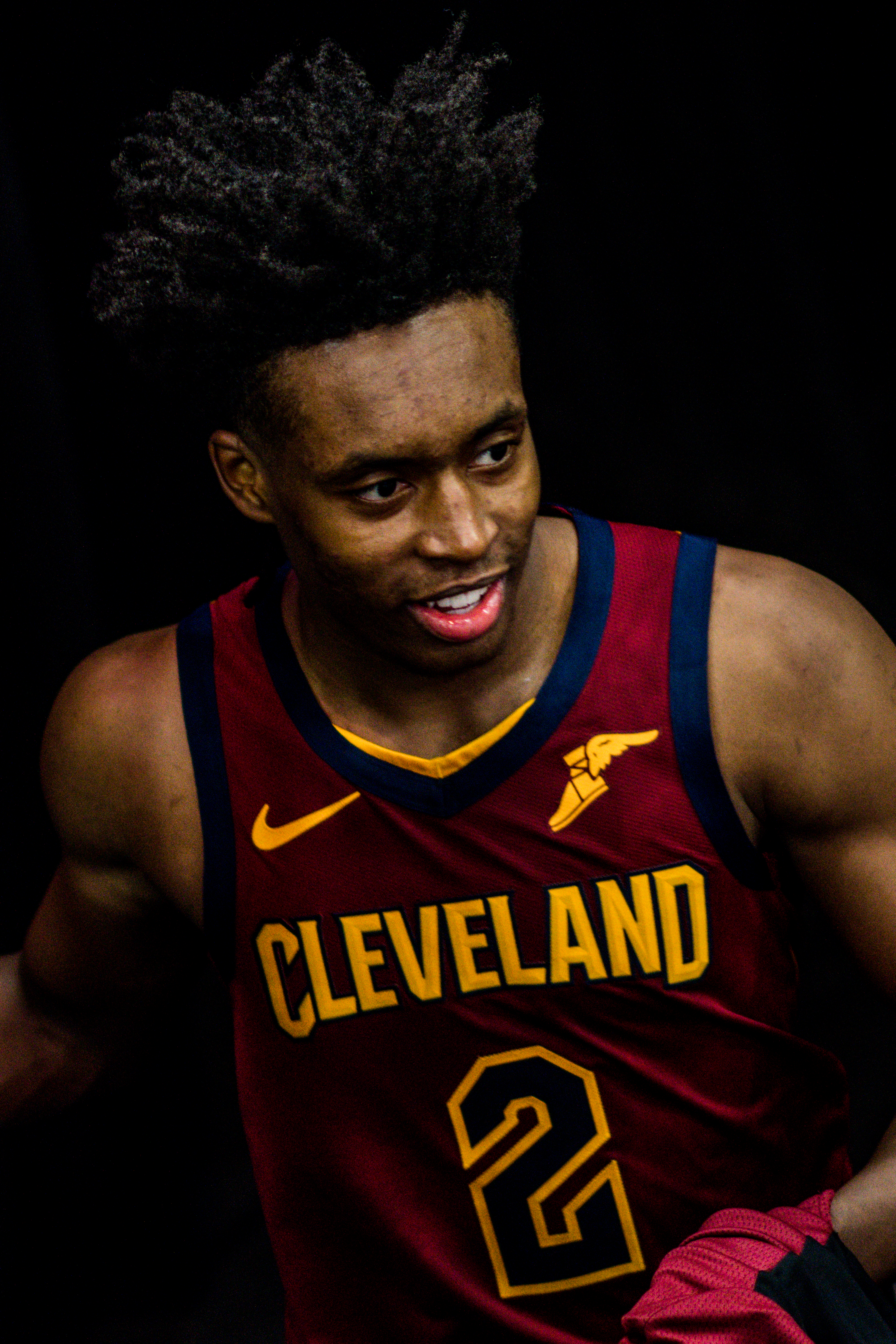
Sexton em 2018

Em 21 de junho de 2018, Sexton foi selecionado pelo Cleveland Cavaliers como a oitava escolha geral no Draft da NBA de 2018.
Em 6 de julho de 2018, ele fez sua estreia na Summer League, registrando 15 pontos e 7 rebotes. Em 17 de outubro de 2018, Sexton fez sua estreia na NBA, saindo do banco e registrando nove pontos e três rebotes em uma derrota por 104-116 para o Toronto Raptors.
Em 24 de novembro de 2018, ele marcou 29 pontos contra o Houston Rockets em uma vitória de 117–108. Em 9 de dezembro de 2018, ele marcou 29 pontos na vitória por 116–101 contra o Washington Wizards.
Em 8 de março de 2019, Sexton ultrapassou Kyrie Irving como o novato dos Cavs com mais cestas de 3 pontos com 76. Ele também ultrapassou 1.000 pontos na carreira. Na primeira semana de março de 2019, Sexton teve a melhor semana de sua temporada de estreia com médias de 26,0 pontos, 3,8 assistências e 2,5 rebotes. Durante um período de 8 a 22 de março, ele se tornou o primeiro novato a marcar mais de 23 pontos em sete jogos consecutivos desde Tim Duncan em 1998, bem como o único novato na história da franquia a marcar sucessivamente pelo menos 23 pontos. Além disso, ele é o único novato na história da NBA a ter jogado pelo menos 2.000 minutos, marcando mais de 16 pontos por jogo com mais de 40% de precisão de 3 pontos e menos de 3 turnovers. 
Ele foi nomeado para o Rising Stars Game no NBA All-Star Weekend de 2020 como um substituto para Tyler Herro e registrou 21 pontos, 5 rebotes e 3 assistências para a equipe dos EUA.
Em 20 de janeiro de 2021, Sexton marcou 42 pontos, o recorde da carreira, em uma vitória na prorrogação de 147-135 contra o Brooklyn Nets.
Em 7 de novembro de 2021, ele saiu de um jogo contra o New York Knicks com uma lesão no joelho, que mais tarde foi revelada como um menisco esquerdo rasgado. Em 20 de novembro, foi revelado que ele passou por uma cirurgia e não jogaria mais naquela temporada.

### Utah Jazz (2022–Presente)
Em 3 de setembro de 2022, Sexton foi negociado, ao lado de Lauri Markkanen, Ochai Agbaji e três futuras escolhas de primeira rodada para o Utah Jazz em troca de Donovan Mitchell. Como parte do acordo, Sexton concordou com um contrato de 4 anos e US$ 72 milhões com o Jazz.
Sexton fez sua estreia pelo Jazz em 19 de outubro e registrou 20 pontos, 5 rebotes e 2 assistências na vitória por 123–102 sobre o Denver Nuggets.

## Estatísticas da carreira

### NBA

#### Temporada regular
| Ano      | Equipe    | PJ  | PT  | MPJ  | AP   | 3P   | LL   | RT  | AS  | BR  | TO | PPJ  |
| -------- | --------- | --- | --- | ---- | ---- | ---- | ---- | --- | --- | --- | -- | ---- |
| 2018–19  | Cleveland | 82  | 72  | 31.8 | .430 | .402 | .839 | 2.9 | 3.0 | .5  | .1 | 16.7 |
| 2019–20  | Cleveland | 65  | 65  | 33.0 | .472 | .380 | .846 | 3.1 | 3.0 | 1.0 | .1 | 20.8 |
| 2020–21  | Cleveland | 60  | 60  | 35.3 | .475 | .371 | .815 | 3.1 | 4.4 | 1.0 | .2 | 24.3 |
| 2021–22  | Cleveland | 11  | 11  | 28.7 | .450 | .244 | .744 | 3.3 | 2.1 | .9  | .0 | 16.0 |
| 2022–23  | Utah      | 48  | 15  | 23.9 | .506 | .393 | .819 | 2.2 | 2.9 | .6  | .1 | 14.3 |
| 2023–24  | Utah      | 78  | 51  | 26.6 | .487 | .394 | .859 | 2.6 | 4.9 | .8  | .2 | 18.7 |
| Carreira | Carreira  | 344 | 274 | 29.8 | .470 | .364 | .820 | 2.8 | 3.3 | .7  | .1 | 18.4 |

### Universitário
| Ano     | Equipe  | PJ | PT | MPJ  | AP   | 3P   | LL   | RT  | AS  | BR | TO | PPJ  |
| ------- | ------- | -- | -- | ---- | ---- | ---- | ---- | --- | --- | -- | -- | ---- |
| 2017–18 | Alabama | 33 | 32 | 29.9 | .447 | .336 | .778 | 3.8 | 3.6 | .8 | .1 | 19.2 |

Fonte: